# Clădirea fostului gimnaziu de fete (Grigoriopol)
Clădirea fostului gimnaziu de fete este o clădire amplasată pe str. K. Marx, 187 în Grigoriopol, Republica Moldova. Este un monument istoric și arhitectural de importanță națională inclus în Registrul monumentelor Republicii Moldova ocrotite de stat cu nr. 473 (raionul Grigoriopol). Datează din 1903.